# Metsaääre (Surju)
Metsaääre – wieś w Estonii, w prowincji Parnawa, w gminie Surju.